# Републикански път III-4072
Републикански път IIІ-4072 е третокласен път, част от Републиканската пътна мрежа на България, преминаващ по територията на Великотърновска и Русенска област. Дължината му е 11,7 km.
Пътят се отклонява надясно при 21,7 km на Републикански път III-407 североизточно от град Стражица и се насочва на север като изкачва източната част на Драгановските височини, минава през село Николаево, навлиза в Русенска област, където слиза в долината на река Каяджик (десен приток на Баниски Лом) и там се свързва с Републикански път III-514 при неговия 1,2 km.
| Пътища, отклоняващи се надясно (населено място, № на пътя, посока на пътя) | km   | Пътища, отклоняващи се наляво (посока на пътя, № на пътя, населено място) |
| -------------------------------------------------------------------------- | ---- | ------------------------------------------------------------------------- |
| Община Стражица, Област Велико Търново, III-407, 21,7 km →                 | 0,0  | → 21,7 km, III-407, Област Велико Търново, Община Стражица                |
| (за с. Асеново) общински път ←                                             | 0,4  |                                                                           |
| с. Николаево                                                               | 8,9  | → с. Николаево, общински път (за с. Асеново)                              |
| Община Бяла, Област Русе                                                   | 11,3 | Област Русе, Община Бяла                                                  |
| (от 29,6 km на II-51) III-514, 1,2 km →                                    | 11,7 | → 1,2 km, III-514 (до гр. Велико Търново)                                 |